# Mnesibulus fuscipennis
Mnesibulus fuscipennis är en insektsart som beskrevs av Lucien Chopard 1928. Mnesibulus fuscipennis ingår i släktet Mnesibulus och familjen syrsor. Inga underarter finns listade i Catalogue of Life.